# Graschdanskaja Oborona
Graschdanskaja Oborona oder GrOb (russisch Гражданская оборона, ГрОб, zu Deutsch Bürgerwehr oder Zivilverteidigung) war eine der ersten und international bekanntesten russischen Punkbands. Die aus Sibirien stammende Gruppe war die erste erfolgreiche sowjetische Punkband und inspirierte so hunderte andere Bands. Zur Verwirrung und zu heftigen Kontroversen innerhalb der Szene trug der erratische ideologische Kurs des Gründers und Frontmanns Jegor Letow bei.

## Geschichte
Der sowjetische Dissident Jegor Letow (Егор Летов) gründete die Band im Dezember 1984 in einer Hochphase sowjetischer Untergrundmusik. Bands wie Aquarium, Maschina Wremeni (Маши́на вре́мени) und Kino genossen großen Erfolg. Mit Punk hatte der sowjetische Untergrund jedoch noch keine Erfahrung gemacht. GrOb konnten diese Nische füllen und sich seitdem eine große Fangemeinde erspielen. Die Band inspirierte hunderte andere Punkbands quer durch die Sowjetunion und später Russland.
Jegor Letow starb am 19. Februar 2008 in seiner Heimatstadt Omsk an einer Ateminsuffizienz infolge einer Alkoholvergiftung.

## Stil
GrObs Sound bestand aus verzerrten Gitarren, einfachen Basslinien, einer rudimentären Perkussion und Letows tiefer und eindrucksvoller Gesangsstimme. Seit den späten 1980ern experimentierte die Band mit Elementen aus dem Industrial.
Bis zum Zerfall der Sowjetunion galt die Band als antisowjetisch. Letow äußerte sich in seinen Texten oft gegen Militarismus, Diktatur, den sowjetischen Staat und den Krieg in Afghanistan – die Band hatte dementsprechende Probleme mit der Zensur. Den größten Teil der Sowjetzeit verbrachten Letow und die anderen Bandmitglieder versteckt bei Freunden und spielten ihre Kassetten in Küchen und Kellern ein. Die Hörer reichten die Aufnahmen auf Tonband weiter. Die Bänder wurden überspielt und so entstand ein Audio-Samisdat. Dennoch leisteten sie sich einige Liveauftritte, wie beim ersten Rockfestival in Nowosibirsk 1987, die prompt als Sensation galten.
Obwohl die Band als antikommunistisch galt, beschrieb sich Letow selbst als „wahrer Kommunist“ und hat den Anspruch auch bis zur letzten Änderung seiner Ansichten beibehalten. Seine ideologischen Überzeugungen waren seit der Bandgründung aber immer wieder widersprüchlich, wenn nicht gar einander direkt entgegengesetzt, was auf Seiten der Fans und der Szene immer wieder zu Verwirrung führte. Der Texter antimilitaristischer und antinationalistischer Texte trat in einer langjährigen Phase seines Lebens zusammen mit der nationalbolschewistischen Partei (Национал-большевистская партия) auf, deren Parteifahne durchaus absichtlich an die Hakenkreuzfahne erinnert. 1998 trat Letow, unzufrieden mit deren Politik, aus der Partei aus und distanzierte sich später von jeglicher politischer Ausrichtung. Zuletzt (2006) bezeichnet er sich als „Weltchrist.“

## Diskografie (Auswahl)
| Transkribierter Titel           | Originaltitel                            | Übersetzung/Bemerkung | Jahr des Erscheinens |
| ------------------------------- | ---------------------------------------- | --- | -------------------- |
| Poganaja molodjosch             | Поганая молодёжь                         | etwa Verfluchte Jugend | 1985                 |
| Optimism                        | Оптимизм                                 | Optimismus | 1985                 |
| Igra w bisser pered swinjami    | Игра в бисер перед свиньями              | Perlen-vor-die-Schweine-Spiel („Unplugged“-Album) „Halbakustische“ Version des folgenden „Krasny albom“. Albumtitel ist ein Wortspiel aus dem russischen Titel von Hermann Hesses Das Glasperlenspiel (Igra w bisser) und einem Bibelzitat „werfet eure Perlen nicht vor die Schweine“ (Matthäusevangelium, 7.6) | 1986                 |
| Krasny albom                    | Красный альбом                           | Rotes Album | 1987                 |
| Choroscho!!                     | Хорошо!!                                 | Gut!! Choroscho! ist auch der Originaltitel eines Poems von Wladimir Majakowski, das ist der deutschen Übersetzung als Gut und Schön! bekannt ist | 1987                 |
| Myschelowka                     | Мышеловка                                | Mausefalle | 1987                 |
| Nekrofilija                     | Некрофилия                               | Nekrophilie | 1987                 |
| Totalitarism                    | Тоталитаризм                             | Totalitarismus | 1987                 |
| Tak sakaljalas stal             | Так закалялась сталь                     | So wurde der Stahl gehärtet Anspielung auf Nikolai Ostrowskis Roman Wie der Stahl gehärtet wurde (russisch Kak sakaljalas stal) | 1988                 |
| Bojewoi stimul                  | Боевой Стимул                            | Kampfanreiz | 1988                 |
| Wsjo idjot po planu             | Всё идёт по плану                        | Alles läuft nach Plan | 1988                 |
| Toschnota                       | Тошнота                                  | Brechreiz | 1989                 |
| Woina                           | Война                                    | Krieg | 1989                 |
| Sdorowo i Wetschno              | Здорово И Вечно                          | Toll und ewig | 1989                 |
| Armageddon-Pops                 | Армагеддон-Попс                          | Armageddon-Pops | 1989                 |
| Russkoje pole experimentow      | Русское Поле Экспериментов               | Russisches Experimentierfeld | 1989                 |
| Pojesd uschol                   | Поезд Ушёл                               | Der Zug ist weg Veröffentlichung erst 2002 | 1989                 |
| Swet i Stulja                   | Свет и Стулья                            | Licht und Stühle Veröffentlichung erst 2001 als limitierte Auflage | 1988–1989            |
| Pesni Radosti i Schtschastja    | Песни Радости и Счастья                  | Lieder von Glück und Freude | 1989                 |
| Istorija: Posew 1982–89         | История: Посев 1982–89                   | Geschichte: Aussaat 1982-89 retrospektive Kompilation. Wobei Posew (die Aussaat) auch der Name einer der früheren Band Letows ist | 1989                 |
| Instrukzija po wyschiwaniju     | Инструкция По Выживанию                  | Anleitung zum Überleben | 1990                 |
| Posledni Konzert v Talline      | Последний Концерт В Таллине              | Das letzte Konzert in Tallinn Liveaufnahme | 1990                 |
| Konzert w MEI. 17.02.90         | Концерт В МЭИ. 17.02.90                  | Live im MEI. 17.02.90 Liveaufnahme, zusammen mit Janka Djagilewa; MEI ist das Moskauer Institut für Energiewirtschaft | 1990 г.              |
| Pops: 1984–90                   | Попс: 1984–90 (сборник, издан на виниле) | Pops: 1984-90 „Best Of“-Kompilation | 1990                 |
| Pryg-skok (detskije pessenki)   | Прыг-скок (детские песенки)              | Kein Album der GO, sondern der Nachfolgerband Jegor i Opisdenewschije etwa Hüpf-Spring (Kinderliedchen) | 1990                 |
| Sto let odinotschestwa          | Сто лет одиночества                      | Kein Album der GO, sondern der Nachfolgerband Jegor i Opisdenewschije Hundert Jahre Einsamkeit (Doppelalbum) entspricht dem russischen Titel von Gabriel García Márquez’ Hundert Jahre Einsamkeit | 1992                 |
| Solnzeworot                     | Солнцеворот                              | Sonnenwende | 1995                 |
| Newynossimaja ljogkost bytija   | Невыносимая лёгкость бытия               | Die unerträgliche Leichtigkeit des Seins entspricht dem russischen Titel von Milan Kunderas Die unerträgliche Leichtigkeit des Seins | 1996                 |
| Konzert                         | Концерт                                  | Konzert (Live-Doppelalbum) | 1997                 |
| Soldatski son                   | Солдатский сон                           | Soldatentraum | 1997                 |
| Swesdopad                       | Звездопад                                | Sternenfall (also Sternschnuppenfall) | 2002                 |
| Swoboda                         | Свобода                                  | Freiheit Konzert im Kino Ulan-Bator (Moskau) am 21. April 2002 (+ 3 Bonustracks: Konzert im Kino Woschod (Moskau) 2001) | 2002                 |
| Dolgaja schtschastliwaja schisn | Долгая счастливая жизнь                  | Langes glückliches Leben | 2004                 |
| Reanimazija                     | Реанимация                               | Wiederbelebung | 2005                 |
| XX let                          | XX лет                                   | XX Jahre Konzert im Gorbunow-Kulturhaus (Moskau) am 13. November 2004 | 2006                 |
| Satschem snjatsja sny           | Зачем снятся сны                         | Wofür man träumt | 2007                 |

### Singles (Auswahl)
- Беспонтовый Пирожок
- Любо
- Зоопарк
- Убивать
- Крепчаем
- Мёртвые
- Про Дурачка
- Моя оборона
- Государство
- Всё как у людей
- Всё Идёт По Плану
- Пошли вы все на хуй
- Далеко Бежит Дорога
- Новая патриотическая
- Долгая счастливая жизнь
- Отряд не заметил потери бойца

## Film
- I Don’t Believe in Anarchy (orig. russisch Здорово и вечно). Dokumentation, RUS/CH 2015, Regie: Anna Tsyrlina, Natalya Chumakova